# (7728) Giblin
(7728) Giblin (1977 AW2) – planetoida z pasa głównego asteroid okrążająca Słońce w ciągu 4,68 lat w średniej odległości 2,8 j.a. Odkryta 12 stycznia 1977 roku.